# Thalerommata
Thalerommata is een geslacht van spinnen uit de familie Barychelidae.

## Soorten
Het geslacht kent de volgende soorten:
- Thalerommata gracilis Ausserer, 1875
- Thalerommata macella (Simon, 1903)
- Thalerommata meridana (Chamberlin & Ivie, 1938)